# Walrencea globosa
Genre
Espèce
Walrencea globosa, unique représentant du genre Walrencea, est une espèce d'araignées aranéomorphes de la famille des Pisauridae.

## Distribution
Cette espèce est endémique d'Afrique du Sud.

## Description
La carapace de la femelle holotype mesure 3,9 mm et la carapace du mâle paratype 3,0 mm.

## Étymologie
Ce genre est nommé en l'honneur de Reginald Frederick Lawrence par une anagramme.

## Publication originale
- Blandin, 1979 : Études sur les Pisauridae africaines XI. Genres peu connus ou nouveaux des Iles Canaries, du continent africain et de Madagascar (Araneae, Pisauridae). Revue de Zoologique Africaine, vol. 93, p. 347-375 (texte intégral).